# 亞歷山大科普特正教會教宗列表
亞歷山大科普特正教會教宗，又稱爲：亞歷山大主教是帶領亞歷山大科普特正教會並且繼承宗徒福音書作者馬爾谷的亞歷山卓的主教，後來成為亞歷山大牧首。可追溯到1世紀的基督教會，也因此標明了非洲基督教的開端。同時也是延續早期教會的五大牧首中的一位 （稱呼是「對等的」，並稱作「五大牧首区」）。

## 亞歷山大科普特正教会教宗
- 1） 福音書作者馬爾谷 （43年-68年）
- 2） 阿尼努斯 （68年-82年）
- 3） 阿維留斯 （83年-95年）
- 4） 刻達爾 （96年-106年）
- 5） 普利莫 （106年-118年）
- 6） 尤斯圖斯 （118年-129年）
- 7） 厄烏默乃斯 （131年-141年）
- 8） 馬基亞諾斯 （142年-152年）
- 9） 賽拉東 （152年-166年）
- 10） 阿格賓努斯 （167年-178年）
- 11） 猶利安 （178年-189年）
- 12） 德默特琉 （189年-232年）
- 13） 赫拿拉 （232年-248年）
- 14） 狄奥尼修斯 （248年-264年）
- 15） 馬克西摩 （265年-282年）
- 16） 特奧納斯 （282年-300年）
- 17） 彼得一世 （300年-311年）
- 18） 阿基拉斯 （312年-313年）
- 19） 亞歷山大一世 （313年-326年） 召開首次普世會議
  - 出缺（326年-328年）
- 20） 亞達納削一世 （328年-373年，328年-339年） 於首次普教會議擔任主教；成為亞歷山大教宗
  - 卡帕多細亞的額我略 （339年-346年），亞略牧首，不被尼西亞信經的追隨者所承認 （並因而不被視為科普特正教、拜占庭正教及天主教的教系）。
- 亞達納削一世 （復任） （346年-373年）

- 21） 彼得二世 （373年-380年）
- 22） 弟茂德一世 （380年-385年） 召開第二次普教會議
- 23） 狄奧菲魯斯一世 （385年-412年）
- 24） 西里尔一世 （412年-444年） 召開第三次普教會議
- 25） 狄奥斯库若一世 （444年-454年） 召開迦克墩公會議 ，導致東方正統教與基督二性一格論派之間發生分裂
  - 出缺（454年－457年）
- 26） 提摩太二世 （457年-477年）
- 27） 彼得三世 （477年-490年）
- 28） 亞達納削二世 （490年-496年）
- 29） 约翰一世 （496年-505年）
- 30） 约翰二世 （505年-516年）
- 31） 狄奥斯库若二世 （516年-517年）
- 32） 弟茂德三世 （517年-535年）
- 33） 狄奧多西一世 （535年-567年） 於536年最後一次以科普特與希臘牧首的職分服侍，於是東方正統教與基督神人二性一格論之間開始永久分裂
- 34） 彼得四世 （567年-569年）
- 35） 達彌盎 （569年-605）
- 36） 亞達納削二世 （605年-616年）
- 37） 安德洛尼庫斯 （616年-622年）
- 38） 本雅明一世 （622年-661年） 伊斯蘭進入埃及
- 39） 阿加道 （661年-677年）
- 40） 约翰三世 （677年-688年）
- 41） 依撒格 （688年-689年）
- 42） 西蒙一世 （689年-701年）
- 43） 亞歷山大二世 （702年-729年）
- 44） 葛斯默一世 （729年-730年）
- 45） 塞奧佐羅斯一世 （又稱狄奧多西二世，730年-742年）
- 46） 彌額爾一世 （743年-767年）
- 47） 米納一世 （767年-775年）
- 48） 约翰四世 （776年-799年）
- 49） 亞歷山大教宗馬爾谷二世 （799年-819年）
- 50） 雅各伯 （819年-830年）
- 51） 西蒙二世 （830年）
- 52） 若瑟一世 （831年-849年）
- 53） 彌額爾二世 （849年-851年）
- 54） 葛斯默二世 （851年-858年）
- 55） 欣諾達一世 （859年-880年）
- 56） 彌額爾三世 （880年-907年）
  - 出缺（907年－910年）
- 57） 加俾額爾一世 （910年-921年）
- 58） 葛斯默三世 （921年-933年）
- 59） 大麥加利一世 （933年-953年）
- 60） 狄奧菲魯斯二世 （953年-956年）
- 61） 米納二世 （956年-974年）
- 62） 亞巴郎 （975年-978年） 奇蹟般的發生移動莫卡塔姆山
- 63） 菲路達爾奧斯 （979年-1003年）
- 64） 匝加利亞 （1004年-1032年）
- 65） 欣諾達二世 （1032年-1046年）
- 66） 克里斯托杜洛 （1047年-1077年）
- 67） 西里尔二世 （1078年-1092年）
- 68） 彌額爾四世 （1092年-1102年）
- 69） 大麥加利二世 （1102年-1131年）
- 70） 加俾額爾二世 （1131年-1145年）
- 71） 彌額爾五世 （1145年-1146年）
- 72） 约翰五世 （1147年-1166年）
- 73） 馬爾谷三世 （1166年-1189年）
- 74） 约翰六世 （1189年-1216年）
  - 出缺（1216年－1235年）
- 75） 西里尔三世（1235年-1243年）
  - 出缺（1243年－1250年）
- 76） 亞達納削三世 （1250年-1261年）
- 77） 约翰七世 （1262年-1268年）
- 78） 加俾額爾三世 （1268年-1270年）
  - 约翰七世 （復任） （1270年-1293年）
- 79） 狄奧多西三世 （1293年-1300年）
- 80） 约翰八世 （1300年-1320年）
- 81） 约翰九世 （1320年-1327年）
- 82） 本雅明二世 （1327年-1339年）
- 83） 彼得五世 （1340年-1348年）
- 84） 馬爾谷四世 （1348年-1363年）
- 85） 约翰十世 （1363年-1369年）
- 86） 加俾額爾四世 （1370年-1378年）
- 87） 瑪竇一世 （1378年-1408年）
- 88） 加俾額爾五世 （1408年-1427年）
- 89） 约翰十一世 （1427年-1452年）
- 90） 瑪竇二世 （1453年-1466年）
- 91） 加俾額爾六世 （1466年-1475年）
- 92） 彌額爾六世 （1475年-1477年）
- 93） 约翰十二世 （1480年-1483年）
- 94） 约翰十三世 （1483年-1524年）
  - 出缺（1524年－1526年）
- 95） 加俾額爾七世 （1526年-1569年）
  - 出缺 （1569年－1573年）
- 96） 约翰十四世 （1573年-1589年）
- 97） 加俾額爾八世 （1587年-1603年）
  - 出缺（1603年－1610年）
- 98） 馬爾谷五世 （1610年-1621年）
- 99） 约翰十五世 （1621年-1631年）
- 100） 瑪竇三世 （1631年-1645年）
- 101） 馬爾谷六世 （1645年-1660年）
- 102） 瑪竇四世 （1660年-1676年）
- 103） 约翰十六世 （1676年-1718年）
- 104） 彼得六世 （1718年-1726年）
- 105） 约翰十七世 （1727年-1745年）
- 106） 馬爾谷七世 （1745年-1769年）
- 107） 约翰十八世 （1769年-1796年）
- 108） 馬爾谷八世 （1797年-1810年）
- 109） 彼得七世 （1810年-1852年）
  - 出缺 （1852年－1854年）
- 110） 西里尔四世 （1854年-1861年）
- 111） 德默特琉二世 （1862年-1870年）
  - 出缺 （1870年－1874年）
- 112） 西里尔五世 （1874年-1927年）
- 113） 约翰十九世 （1928年-1942年）
- 114） 馬卡里烏斯三世 （1942年-1944年）
  - 出缺 （1944年－1946年）
- 115） 若瑟二世 （1946年-1956年）
  - 出缺 （1956年－1959年）
- 116） 西里爾六世 （1959年-1971年）
- 117） 欣諾達三世 （1971年-2012年）
- 118） 塞奧佐羅斯二世 （2012年-現任）